# Епархия Каратинги
Епархия Каратинги (лат. Dioecesis Caratingensis) — епархия Римско-католической церкви c центром в городе Каратинга, Бразилия. Епархия Каратинги входит в митрополию Марианы. Кафедральным собором епархии Каратинги является собор святого Иоанна Крестителя.

## История
15 декабря 1915 года Римский папа Бенедикт XV издал буллу Pastorale Romani Pontificis officium, которой учредил епархию Каратинги, выделив её из архиепархии Марианы.
1 февраля 1956 года епархия Каратинги передала часть своей территории новой епархии Говернадор-Валадариса.

## Ординарии епархии
- епископ Carloto Fernandes da Silva Távora (18.12.1919 — 29.11.1933);
- епископ José Maria Perreira Lara (28.09.1934 — 8.08.1936);
- епископ João Batista Cavati (30.07.1938 — 20.10.1956);
- епископ José Eugênio Corrêa (19.08.1957 — 27.11.1978);
- епископ Hélio Gonçalves Heleno (27.11.1978 — 16.02.2011);
- епископ Emanuel Messias de Oliveira (16.02.2011 — по настоящее время).

## Источник
- Annuario Pontificio, Ватикан, 2007

## Ссылки

Regional CNBB Leste 2.

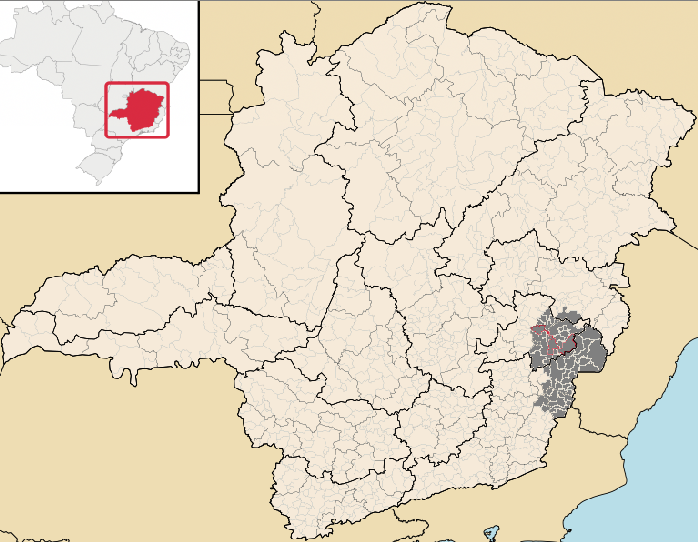
Епархия Каратинги.